# Ancylorhynchus cambodgiensis
Ancylorhynchus cambodgiensis là một loài ruồi trong họ Asilidae. Ancylorhynchus cambodgiensis được Tomasovic miêu tả năm 2006. Loài này phân bố ở miền Ấn Độ - Mã Lai.